# Ingolfiella vandeli
Ingolfiella vandeli is een vlokreeftensoort uit de familie van de Ingolfiellidae. De wetenschappelijke naam van de soort is voor het eerst geldig gepubliceerd in 1970 door Bou.